# 헤렌베르크

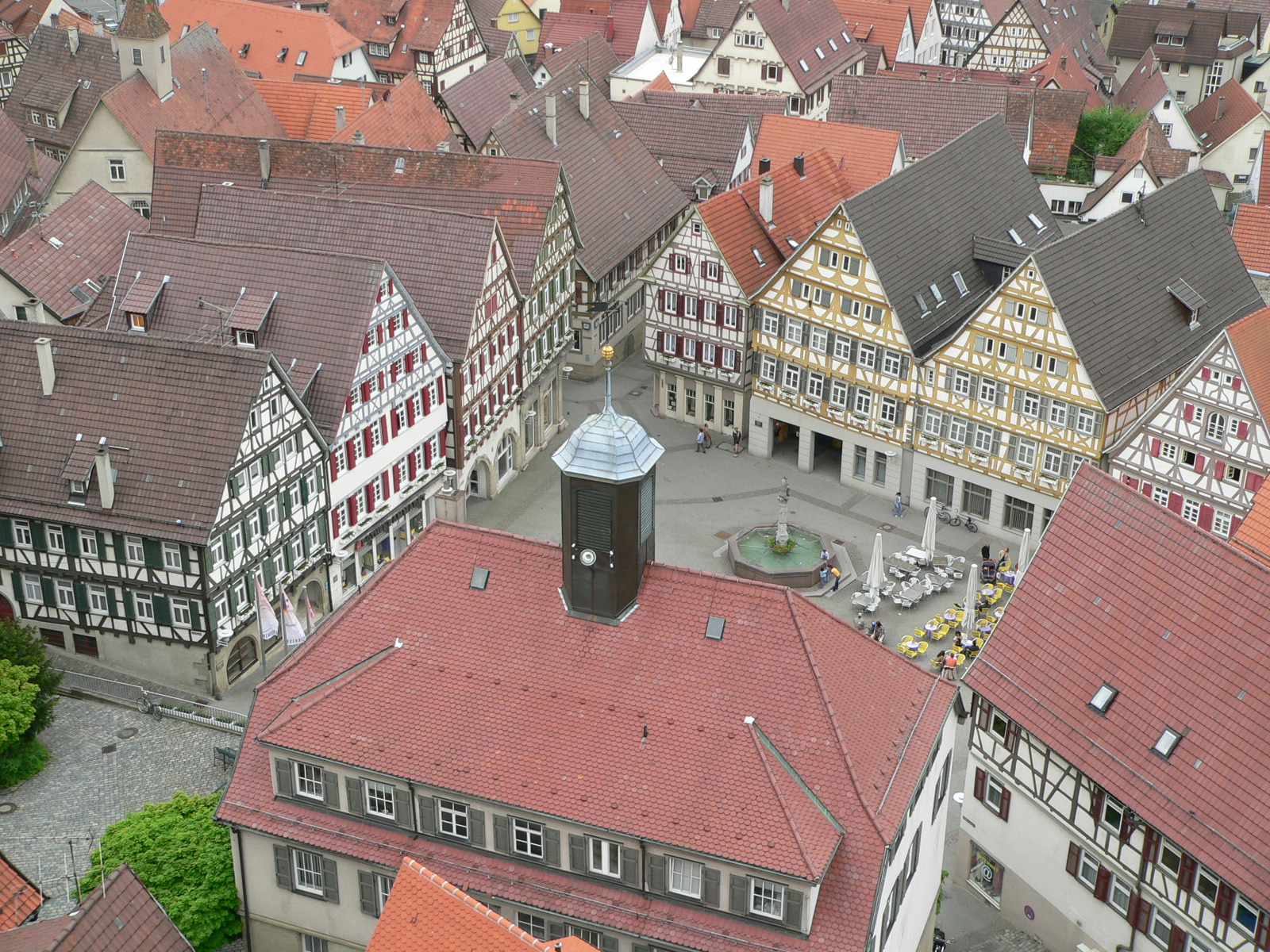
헤렌베르크

헤렌베르크(독일어: Herrenberg)는 독일 바덴뷔르템베르크주에 위치한 도시로 면적은 65.71km2, 높이는 460m, 인구는 31,003명(2015년 12월 31일 기준), 인구 밀도는 470명/km2이다. 슈투트가르트에서 남쪽으로 약 30km, 튀빙겐에서 남쪽으로 약 20km 정도 떨어진 곳에 위치한다.

시 문장